# Hager von Allentsteig

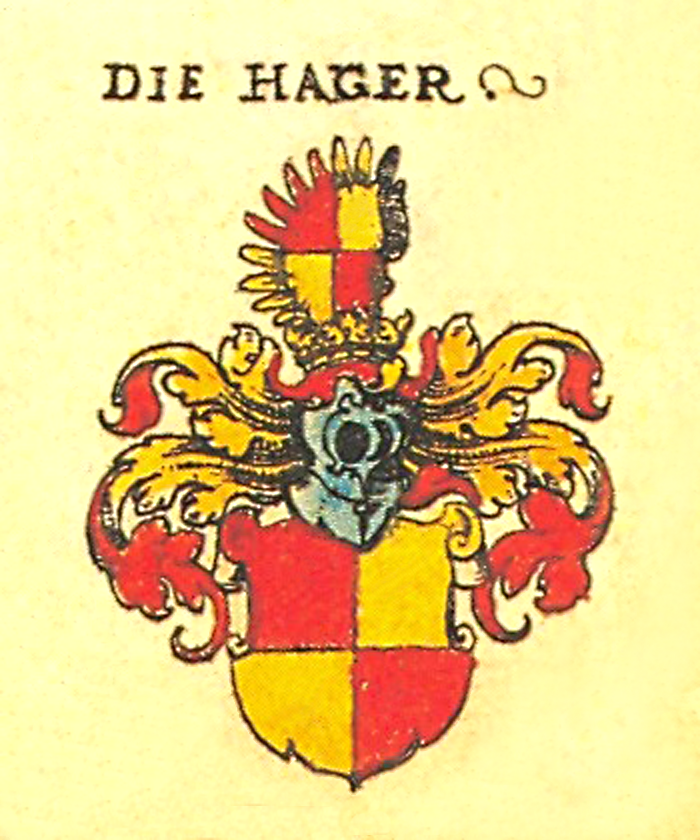
Wappen der Hager (von Allentsteig)

Die Hager von Allentsteig auch Haager, Alensteig, Allensteig waren ein altes österreichisches Adelsgeschlecht, das sich nach Schloss Allentsteig benannte und 1671 den Freiherrenstand erhielt.

## Geschichte
1248 soll Eberhard Hager Otto, den letzten Herzog von Meran, erschlagen haben. 1262 stiftet ein Ritter Hager dem Kloster Wilhering ein Gut zu Oftering. Die gesicherte Stammreihe beginnt mit Veit Hager, der 1357 Sitzenthal kauft. 1273 werden Heinrich, Eberhard und Konrad urkundlich als Zeugen für das Stift Sankt Florian genannt. Der erste bedeutende Vertreter der Familie war Sigmund Hager, Landuntermarschall von Österreich unter der Enns, seit 1499 Herr von Allentsteig. Von 1544 bis 1570 wurde die mittelalterliche Burg in ein Renaissance-Schloss umgebaut. Mit Hans Seyfried wurde das Geschlecht am 12. Jänner 1671 in den Freiherrenstand erhoben. Julie Marie Christine von Oldofredi-Hager, Tochter des Generals Johann Hager Hager von und zu Allentsteig wurde als Dichterin bekannt.

## Güter und Lehen
- Schloss St. Veit im Mühlviertel kam 1588 über Hedwig von Steger an die Hager
- Schloss Piberbach 1528 erworben, 1550 an die Pfefferl verkauft. Kam 1717 durch Maria Beate Franzisca Kätzianer wieder an die Hager (1814 abgerissen)
- Schloss Weyr kam ebenso an die Hager, 1768 wieder verkauft
- Wolfstain im Traunviertel

## Persönlichkeiten
- Sigmund Hager von Allentsteig (* vor 1470; † 28. Februar 1521; begraben in der Pfarrkirche Allentsteig) niederösterreichischer Landuntermarschall
- Veit Hager (* um 1496; † 4. März 1560)
- Sigmund II. Hager von Allentsteig, österreichischer Adeliger, Soldat und oberösterreichischer Verordneter des Ritterstandes
- Sebastian Günther Hager von Allentsteig († 1620), als aufständischer Protestant hingerichtet
- Franz Alois Hager von Allentsteig (1722–1812), österreichischer Feldmarschall-Lieutenant
- Franz Hager von Allentsteig (1750–1816), Kreishauptmann, zuletzt Präsident der Polizei- und Zensurhofstelle.
- Johann Hager von und zu Altensteig (1761–1822), österreichischer General
- Julie Marie Christine von Oldofredi-Hager (1813–1879), österreichische Dichterin

## Wappen

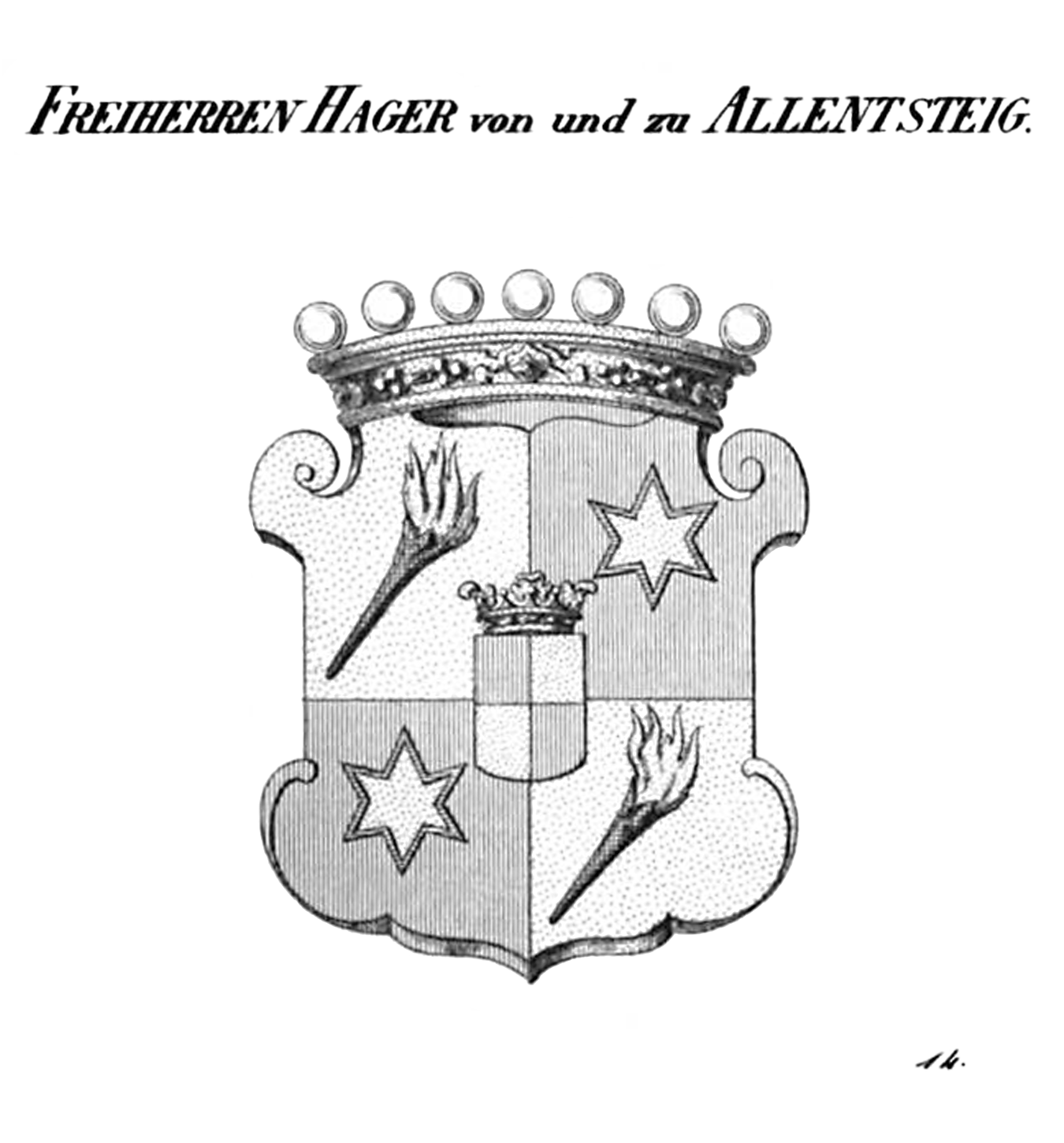
Wappen der Freiherrn Hager von und zu Allentsteig

Zuerst hatten die Hager einen aufsteigenden weißen Wolf im schwarzen Feld als Wappen. Um 1390 erbten Hans und Wolfgang Hager von ihrem Onkel Johann von Geyllern dessen Wappen, das sie dann als ihr Stammwappen führten.
StammwappenBlasonierung: geviertes Schild in rot und Gold. Auf dem gekrönten Helm ein geschlossener Flug ebenfalls geviert wie im Schild; Helmdecken Rot-Gold.
Freiherrenwappengeviertes Schild mit 1 und 4 in Gold ein schräglinks liegender, schwarzer oben spitziger glühender Brand (Wappen der Ritter Alachter von Pottenbrunn), 2 und 3 in Rot ein goldener, ringsherum mit einer blauen Wolke umgebener Stern (Wappen der Steger zu St. Veit); im Mittelschild das Stammwappen (mit einer goldenen Krone).
Drei gekrönte Helme: vorne ein goldener Adlerflügel darauf schräg der glühende schwarze Brand; der mittlere mit offenem Flug jeder Flügel rot-Gold Geviert und links  ein roter Adlerflügel mit dem goldenen Stern auf einer blauen Wolke; statt der Helmdecken ein gelb-roter Mantel.